# Packard Patrician
Der Packard Patrician war ein viertüriger Oberklasse-PKW, den die Packard Motor Car Company in Detroit in den Modelljahren 1951 bis 1954 herstellte und anschließend die Studebaker-Packard Corporation in South Bend (Indiana) für die Modelljahre 1955 und 1956 übernahm. Der Patrician wurde zeitweilig als Topmodell der Marke betrachtet und in der Fabrik in Detroit hergestellt.

## Modellreihen

### Packard Patrician 400, 1951–1952

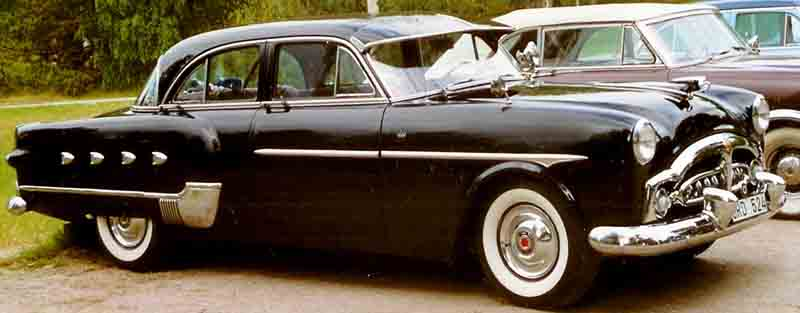
Packard Patrician 400 2552 Limousine 4 Türen (1952)

1951 und 1952 nutzte die Firma für die Bezeichnung ihrer Fahrzeuge einen numerischen Code; so hießen die billigeren Modelle Packard 200 und 200 Deluxe, während Coupé und Cabriolet als Packard 250 und die mittlere Modellreihe als Packard 300 bezeichnet wurden.
Die beste Ausstattung hatte der Packard Patrician 400. Er ersetzte die früheren Topmodelle Custom 8. Diese Wagen konnte man leicht von anderen Packard-Modellreihen an ihrer Chromausstattung an der Flanke unterscheiden; das 1951er-Modell hatte drei Chrommuster an den hinteren Kotflügeln und 1952 wurden je vier daraus. Patrician und 300 unterschieden sich auch im Kühlergrill; dieser trug Chromzähne im ovalen Element des Grills. Diesen Grill erhielt auch die Baureihen 250 kurz nach ihrer Markteinführung, um ihren gehobeneren Status zu unterstreichen.
Der Patrician 400 war nur als gut ausgestattete viertürige Limousine erhältlich, versehen mit hochwertiger Polsterung und Chromverzierungen. Es gab auch Teppiche von Wilton und Fußstützen für die hinten sitzenden Passagiere. Mit einem Listenpreis von 3662 US-Dollar war der Patrician das teuerste reguläre Packard-Modell.
Der Wagen hatte einen Radstand von 3226 mm, den er nur mit dem 300 teilte. Alle anderen Packard hatten einen Radstand von 3099 mm. 
Angetrieben wurden alle Packard von kräftigen Achtzylinder-Reihenmotoren. Die Baureihen 200 und 200 Deluxe hatten eine Version mit 288 c.i. (4719 cm³) und 135 bhp (101 kW), alle anderen eine mit 327 c.i. (5359 cm³) und 150 bhp (112 kW). Natürlich erhielt Patrician auch den besten Motor, den Packard anbieten konnte: Bei gleicher Leistung wies er neun statt fünf Kurbelwellenlager auf für unerreichte Laufruhe. 
Der Patrician stellte auch die Basis für die Pullmannversionen der Firma. Bis 1954 baute die Henney Motor Company in Freeport (Illinois) auf einem Radstand von 3759 mm einige Executive Sedan und Corporate Limousinen für neun Personen. Derham in Rosemont (Pennsylvania) baute einige wenige Patrician Custom Formal Sedan mit einem lederbezogenen Dach, kleinem Heckfenster und überaus luxuriöser Innenausstattung. Noch rarer ist die nur von 1952 bis 1953 angebotene Ausführung mit einer Trennscheibe aus gebogenem Glas zum Chauffeur. Der Hebemechanismus war so geführt, dass bei geöffneter Scheibe kaum Führungsschienen sichtbar waren. Nach alter Tradition haben diese Versionen vorn einen Sitzbezug aus schwarzem Leder und hinten mit einem besonderen Stoff. Nur drei solche Exemplare wurden ausgeliefert, je ein Modell von 1952 und 1953 blieb erhalten. Derham Formal Sedan wurden nur auf Bestellung gebaut.
1952er Modelle erhielten nur minimale Detailpflege. Sie lassen sich vom Vorjahresmodell durch ein Wappen in der Kühlermaske unterscheiden, das bei der 24. Serie fehlt. Stattdessen wurde diese mit einem Packard-Schriftzug in Blockbuchstaben am vorderen Abschluss der Motorhaube ausgeliefert. Ganz zuverlässig ist dies nicht; Masken können nachträglich ersetzt worden sein. Aufschluss gibt die Fahrgestellnummer, die mit der Ziffer „24“ bzw. „25“ beginnt. 
Die Markteinführung des Patrician 400 erfolgte gemeinsam mit den meisten anderen Packard-Modellen im August 1951 (Die Serie 250 erschien etwas später). Im Modelljahr 1951 (24. Serie) wurden 9001 Patrician 400 gebaut, 1952 (25. Serie) waren es noch 3975 Stück.
Die Modellbezeichnung 400 entfiel im Modelljahr 1953, der Patrician war in den Jahren 1953 bis 1956 jedoch immer noch die höchste Ausstattungsvariante von Packard.

### 1953–1954
1953 gab es leichte äußerliche Anpassungen für alle Modelle, insbesondere wurde die Kühlermaske modernisiert. Deren ovaler Einsatz wurde durch einen Chromstab ersetzt, der seitlich über den Kühlerrahmen in den Kotflügel gezogen wurde. An Senior-Modellen, also auch am Patrician, wurde der mittlere Teil dieses Stabs gewellt ausgeführt, am Clipper war er glatt.
Auch in den Modelljahren 1953 und 1954 wurde die beste Ausstattungsvariante von Packard mit dem Namen „Patrician“ belegt und dieser war wiederum die Basis für den Derham Formal Sedan und die Pullmannvarianten von Henney.
In diesen Jahren wechselten jährlich die Ausstattungsdetails. 1953 war das letzte Jahr für den „Thunderbolt 327“ mit 5359 cm³ im Patrician und das letzte Jahr, in dem der Patrician das einzige Modell mit einem Motor mit neunfach gelagerter Kurbelwelle und gleichzeitig das stärkste Packard-Modell war. Die Leistung stieg von 155 bhp (115,58 kW) auf 180 bhp (134,23 kW). Im folgenden Jahr erhielten alle Senior-Modelle außer dem Cavalier eine auf 5883 cm³ (359 c.i.) vergrößerte Version dieses Motors, die einheitlich 212 bhp (158,08 kW) leistete und den Höhepunkt der Reihenmotorentwicklung der Marke darstellte. Dies was der stärkste Reihenachtzylinder der Nachkriegszeit und der stärkste US-Motor des Jahres 1954 – aber es war kein V8, wie ihn der Markt verlangte.

### 1955–1956

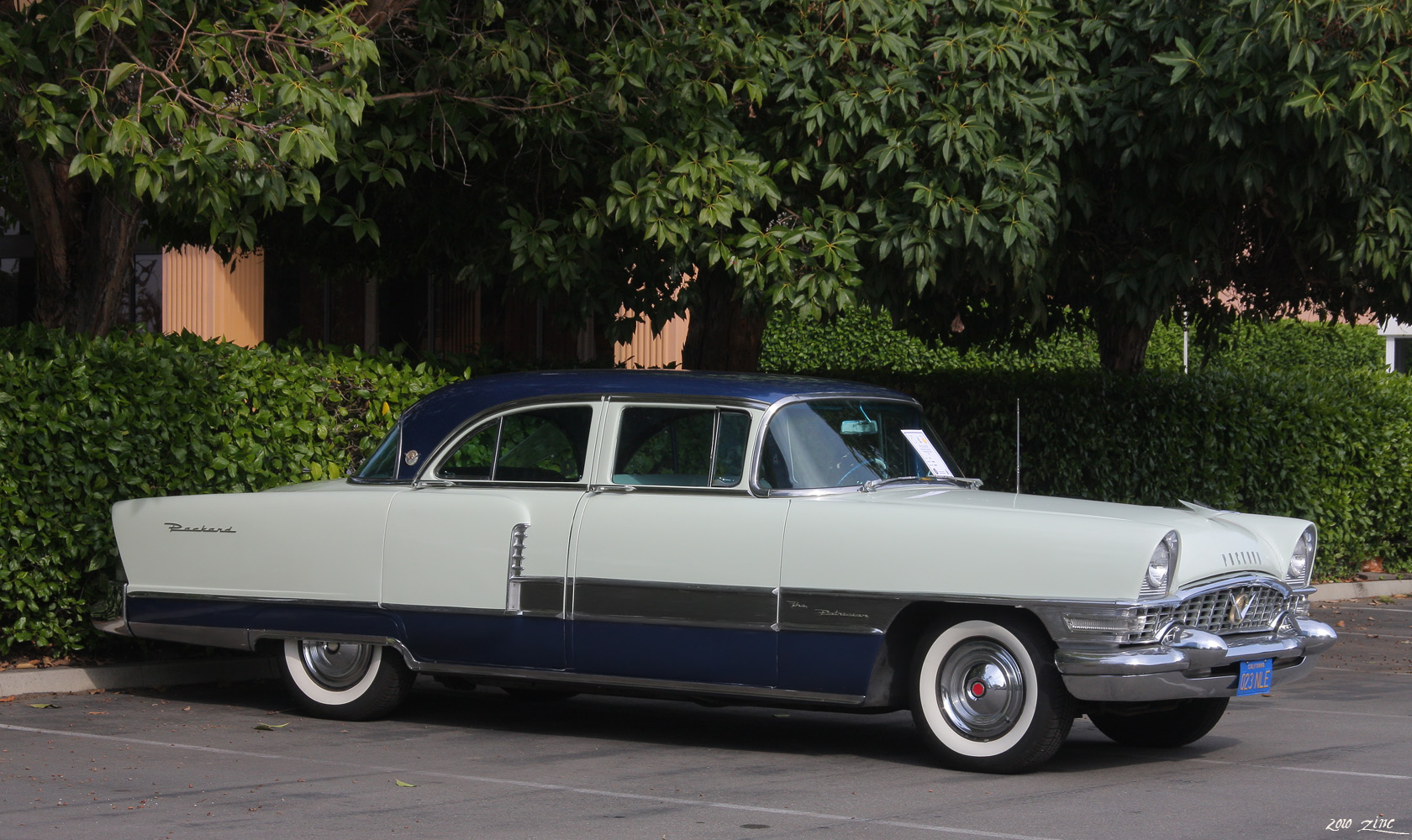
Packard Patrician Touring Sedan 5582 (1955)

1955 wurden beide Baureihen von Packard deutlich überarbeitet, um das 1951 eingeführte und 1954 leicht geänderte Styling frischer aussehen zu lassen. Außerdem sollten mehr Unterschiede zwischen den Packard- und Packard-Clipper-Modellen herausgearbeitet werden. Unter Designer Richard A. Teague bekamen die großen Packard-Modelle ein moderneres Kühlergrilldesign, Rücklichter im „Kathedralen“-Stil, Schuten an den Hauptscheinwerfern und eine neue Chromausstattung. Zweifarbenlackierungen über ein farblich abgesetztes Dach waren Mode und Packard bot sie serienmäßig oder gegen Aufpreis für alle Modelle; der Caribbean wurde ab Werk sogar dreifarbig ausgeliefert.
Packard konnte sich keinen neuen Aufbau oberhalb der Fensterlinie leisten, aber neuer Chromschmuck an der C-Säule täuschte eine neue Dachlinie vor. Der Wagen hatte auch eine Panoramawindschutzscheibe, was seine Mitwettbewerber zu dieser Zeit ebenfalls boten. Die Polster und der Chromschmuck innen wurden ebenfalls überarbeitet und ein neues Armaturenbrett mit Edelstahlapplikationen zeigte den modernen Maschinenstil.
1955 wurde der Patrician als viertürige Limousine angeboten und Packard stellte 9127 Exemplare her.
Die Veränderungen für 1956 bestanden aus einem neuen Scheinwerfergehäuse, das die Front noch weiter nach vorne streben ließ. Der Bereich um die Scheinwerfer war schwarz lackiert, um den Eindruck größerer Tiefe zu erwecken. Der Wagen bekam auch ein anderes Kühlergrillmuster. 1956 verließen 3375 Patrician das Werk, bevor das Modell eingestellt wurde.

### 1957–1958
Packards Chef James Nance wollte eigentlich die großen Packards 1956 von den billigeren Clipper-Modellen abkoppeln, aber die Finanzen der neuen Studebaker-Packard Corporation entwickelten sich schlechter, als Nance es sich 1954 beim Zusammenschluss beider Firmen gedacht hatte. Dadurch und weil die American Motors Corporation weniger Ultramatic-Automatikgetriebe und Packard-V8-Motoren kaufte, als Nance es erhofft hatte, wurde 1957 die Packard-Produktion im Detroiter Werk der Firma eingestellt und nach South Bend in die ehemalige Studebaker-Fabrik verlagert. Der einzige Packard im Modelljahr 1957 war ein Studebaker President mit Packard-Firmenzeichen und hieß Packard Clipper. Der letzte Packard – ohne Modellbezeichnung – verließ 1958 die Fabrik und 1962 entfernte die Geschäftsleitung die Bezeichnung Packard aus dem Firmennamen.